# Широка (Верхня Терса)
Широ́ка — річка в Оріхівському та Новомиколаївському районах Запорізької області, ліва притока Верхньої Терси.

## Опис
Довжина річки 12 км, похил річки — 3,4 м/км. Формується з багатьох безіменних струмків та декількох водойм. Площа басейну 70,4 км².

## Розташування
Бере початок з водойми в селі Ясна Поляна. Тече на північний схід і проти південно-західної околиці села Заливне впадає в річку Верхню Терсу, ліву притоку Вовчої.

## Притоки
- Балка Кольорова (права).